# Генерализованное тревожное расстройство
Генерализованное тревожное расстройство — психическое расстройство, характеризующееся общей устойчивой тревогой, не связанной с определёнными объектами или ситуациями. Часто сопровождается жалобами на постоянную нервозность, дрожь, мышечное напряжение, потливость, сердцебиение, головокружение и дискомфорт в районе солнечного сплетения. Нередко может присутствовать страх болезни или несчастного случая, распространяющийся на себя и/или на близких, а также другие разнообразные волнения и дурные предчувствия. Чаще встречается у женщин и во многих случаях связано с хроническим средовым стрессом. Имеются тенденции к волнообразности течения расстройства и хронификации.
В устаревшем классификаторе МКБ-9 тревожному расстройству соответствует более общий диагноз — тревожный невроз.

## Диагноз
Согласно МКБ-10, для постановки диагноза у больного должны быть первичные симптомы тревоги большинство дней за период по крайней мере несколько недель подряд, а обычно несколько месяцев. Эти симптомы обычно включают:
- опасения (беспокойство о будущих неудачах, ощущение волнения, трудности в сосредоточении и др.);
- моторное напряжение (суетливость, головные боли напряжения, дрожь, невозможность расслабиться);
- вегетативную гиперактивность (потливость, тахикардия или тахипноэ, эпигастральный дискомфорт, головокружение, сухость во рту и пр.).

У детей могут быть выраженными потребность быть успокаиваемыми и рецидивирующие соматические жалобы.
Появление других симптомов на несколько дней (особенно депрессии) не исключает генерализованного тревожного расстройства как основного диагноза, но в этом случае симптомы не должны соответствовать полным критериям депрессивного эпизода, фобического тревожного расстройства, панического расстройства, обсессивно-компульсивного расстройства.
Перед постановкой диагноза необходимо предварительно исключить неврастению.
У некоторых из пациентов, страдающих тревожными расстройствами, причиной расстройства может быть тиреотоксикоз, поэтому для дифференциальной диагностики желательно определить уровень гормонов щитовидной железы (Т3 и Т4) в крови:276. Состояние, напоминающее генерализованное тревожное расстройство, может наблюдаться также при ишемической болезни сердца, при интоксикации теми или иными лекарственными средствами либо, наоборот, быстрой их отмене:398.
Тревожность и страх
Американский клинический психолог Фрэнк Фаранда указывает на различие между страхом и тревожностью: «Если страх — это нейробиологическая защитная реакция на наблюдаемую угрозу, то тревожность, напротив, — беспредметный страх, при котором угроза является неопределённой или скрытой».

## Лечение

### Немедикаментозное лечение
Во многих случаях при генерализованном тревожном расстройстве не требуется назначать медикаменты — достаточно беседы с врачом, при которой даётся чёткое объяснение любым соматическим симптомам, связанным с тревогой: например, следует объяснить, что учащённое сердцебиение — результат преувеличенной, по сравнению с нормальной, реакцией на стрессовые события, а не признак сердечного заболевания. Необходимо помочь пациенту справиться или смириться с любой относящейся к его расстройству социальной проблемой. Уже само наличие чёткого плана лечения позволяет снизить тревогу:136—137.
При нетяжёлом генерализованном тревожном расстройстве пользу может принести обучение релаксации, регулярное применение которой столь же эффективно, как приём анксиолитических (противотревожных) препаратов, однако многим пациентам не удаётся применять её постоянно. Стимулирует мотивацию обучение релаксации в группе, а некоторым больным релаксация удаётся лучше, если она является частью упражнений йоги:137. Отмечается эффективность при тревожном расстройстве таких упражнений, как абдоминальное дыхание, прогрессивная мышечная релаксация, прикладная релаксация, отмечается также польза различных модификаций аутотренинга.
Больным, страдающим гипервентиляцией, можно помочь двумя способами. Немедленная помощь — предложить пациенту вновь вдохнуть из пластикового мешка выдохнутый воздух, чтобы увеличить концентрацию диоксида углерода в альвеолярном воздухе. Это позволяет также эффективно продемонстрировать взаимосвязь между симптомами тревожного расстройства и гипервентиляцией. После того, как такая взаимосвязь становится достаточно очевидной, пациенты могут практиковать контролируемое дыхание — вначале под наблюдением, а затем и дома:137.
Может применяться также биологическая обратная связь:398.
Поскольку симптомы тревожного расстройства часто бывают устойчивыми в силу того, что они вызывают у больных беспокойство, в таких случаях обычно эффективно сочетание обучения релаксации с приёмами когнитивной терапии:137. Когнитивно-поведенческая терапия является наиболее опробованным методом среди различных методик психотерапии, используемых для лечения тревожных расстройств, и одним из наиболее эффективных методов, препятствующих возникновению рецидивов тревожной симптоматики. При генерализованном тревожном расстройстве когнитивно-поведенческая терапия так же эффективна, как медикаментозное лечение, но по сравнению с медикаментозным лечением лучше переносится.
Эффективна, в частности, так называемая экспозиция к беспокойству (разновидность когнитивно-поведенческой терапии), в ходе которой пациенты создают у себя живые мысленные образы пугающих ситуаций, связанные с наиболее тревожными для них мыслями, пытаясь представить себе худший вариант событий, и удерживают эти образы перед мысленным взором как минимум 25—30 минут, а затем пытаются представить как можно больше альтернатив пугающему варианту развития ситуации. При регулярном использовании этой техники уровень испытываемой пациентом тревоги постепенно снижается:276,278.
Есть данные, что когнитивная терапия в сочетании с экспозицией более эффективны при генерализованном тревожном расстройстве, чем релаксация.
Особенно эффективна при генерализованном тревожном расстройстве такая разновидность когнитивно-поведенческой психотерапии, как метакогнитивная терапия, которая нацелена на убеждения пациента о беспокойстве, а не на само беспокойство.
Результаты долговременных наблюдений свидетельствуют о заметном снижении потребления транквилизаторов пациентами, ранее их принимавшими, в период проспективного наблюдения после психотерапевтического вмешательства:247.

### Медикаментозная терапия
Назначать лекарства при генерализованном тревожном расстройстве следует избирательно. Они могут применяться, в частности, для того, чтобы быстро взять под контроль симптомы, пока не проявится эффект других, менее быстродействующих мер. Лекарства также могут потребоваться небольшой части пациентов, состояние которых не улучшилось после применения других средств лечения. Существует тенденция излишне часто и слишком надолго назначать лекарства при тревожном расстройстве, которой следует избегать:137—138.
Медикаментозную терапию часто начинают с назначения транквилизаторов бензодиазепинового ряда. При генерализованном тревожном расстройстве целесообразно применять бензодиазепины длительного действия (например, диазепам). Бензодиазепины не следует назначать на срок более нескольких недель из-за риска развития зависимости:138.
Генерализованное тревожное расстройство имеет тенденцию к хроническому течению и, как правило, требует длительной терапии. Хотя при краткосрочном лечении эффективность бензодиазепинов при генерализованном тревожном расстройстве составляет 65—75 % (и их терапевтическое действие проявляется уже в первую неделю лечения), при длительном лечении бензодиазепины малоэффективны. Это связано как с истощением противотревожного действия, так и с тем, что бензодиазепины не купируют депрессивную симптоматику.
Отмена бензодиазепинов может представлять собой серьёзную проблему, осложняющую течение данного расстройства. Пациенты обычно хорошо переносят медленное снижение дозировки (примерно на 25 % в неделю). Следует избирать такой темп снижения дозы, который позволил бы избежать усиления тревоги или синдрома отмены.
Другие препараты, которые могут быть использованы для лечения тревожного расстройства, включают:
- Антидепрессанты группы СИОЗС или СИОЗСН. В начале терапии возможно беспокойство, усиление тревоги, бессонница. Существует риск синдрома отмены[9].
- Азапироны (например, буспирон)[10].
- Антигистаминный препарат гидроксизин (атаракс). Следует назначать только в том случае, когда лечение другими препаратами не было эффективным или плохо переносилось. Хотя эффективность гидроксизина при генерализованном тревожном расстройстве хорошо доказана, нет данных о его долгосрочной эффективности[9].
- Трициклические антидепрессанты, тразодон, ингибиторы МАО[10]. Трициклические антидепрессанты и ИМАО могут применяться в случаях, когда симптомы имеющегося тревожного расстройства сочетаются с депрессивными симптомами; при риске зависимости от бензодиазепинов и сходных с ними препаратов; при тревожных расстройствах с частыми паническими приступами[5]:138—139.
- Прегабалин (оказывает быстрый и выраженный терапевтический эффект в отношении психических и соматических симптомов тревоги, сопоставимый с эффектом бензодиазепинов, однако более устойчивый)[17]. Другие противосудорожные препараты (главным образом при наличии признаков биполярного аффективного расстройства)[10].
- β-блокаторы[5]:138, проникающие через ГЭБ (пиндолол, пропранолол), и α-блокаторы (празозин). В лечении больных с тревожным расстройством β-блокаторы имеют ограниченное применение — для регулирования сильно учащённого сердцебиения, не поддающегося лечению противотревожными препаратами[5]:138, а также тремора, который, как и учащённое сердцебиение, может быть проявлением тревожного состояния. На психологический компонент состояния тревоги (например, на чувство нарастающего страха) такие препараты, как пропранолол, влияют мало[6]:428. β-блокаторы (особенно пропранолол) способны вызывать депрессию, поэтому их не следует назначать пациентам, у которых наблюдаются или наблюдались в прошлом депрессивные расстройства[18].
- Начиная с 1970-х годов тревожные расстройства часто лечили типичными нейролептиками, такими как галоперидол, флупентиксол, сульпирид, хлорпротиксен, тиоридазин и др. Но наличие серьёзных экстрапирамидных и нейроэндокринных побочных эффектов, возможность отдалённых нежелательных явлений привели к признанию необходимости отказаться от использования типичных (классических) нейролептиков при терапии тревожных расстройств. Появление группы атипичных антипсихотиков изменило эту тенденцию[9]. Так, метаанализ, проведённый исследователями Кокрейн, показал, что эффект атипичного антипсихотика кветиапина был сравним с эффектом антидепрессантов; однако не было достаточных доказательств, чтоб делать вывод об эффективности двух других атипичных антипсихотиков (оланзапина и рисперидона)[19].
- Piper methysticum (кава-кава). Данный препарат по причине его гепатотоксичности запрещён к применению во многих странах, включая РФ[20].

В РФ и других странах бывшего СССР для лечения тревожных расстройств также порой применяется препарат афобазол, действие которого не доказано: рандомизированные контролируемые испытания, доказывающие его эффективность, отсутствуют.